# Cerithiopsis iontha
Cerithiopsis iontha là một loài ốc biển, động vật chân bụng trong họ Cerithiopsidae. Nó được Paul Bartsch mô tả năm 1911.